# Dead or Alive Xtreme Beach Volleyball
Dead or Alive Xtreme Beach Volleyball est un jeu vidéo de gestion et de sport développé par Team Ninja et édité par Tecmo. Il est sorti en France le 28 mars 2003. C'est un épisode dérivé de la série Dead or Alive.

## Trame
Zack invite les combattantes du tournoi Dead or Alive sur son île en leur disant qu'il organise un quatrième tournoi Dead or Alive. Arrivées sur l'île, les filles n'ont plus qu'à passer quinze jours de vacances.

## Système de jeu

### Généralités
Sur l'île, les filles peuvent jouer au volley-ball mais aussi à divers jeux de plage. Mais la principale activité du jeu est de prendre les filles en photo dans plusieurs poses.

### Personnages
Personnages jouables
- Ayane
- Christie
- Helena Douglas
- Hitomi
- Kasumi
- Lei Fang
- Tina Armstrong
- Lisa Hamilton (Nouveau personnage dans la série)

Personnages non jouables
- Niki
- Zack

## Accueil
- Jeux vidéo Magazine : 15/20[5]
- Jeuxvideo.com : 12/20[6]